# Южнороссийский союз рабочих
Ю́жно-росси́йский сою́з рабо́чих — первая рабочая политическая организация в Российской империи. Был создан в Одессе в 1875 году народником Е. О. Заславским. Ликвидирован властями в начале 1876 года.

## Обзор общего состояния революционного движения в России в 70-х годах XIX века

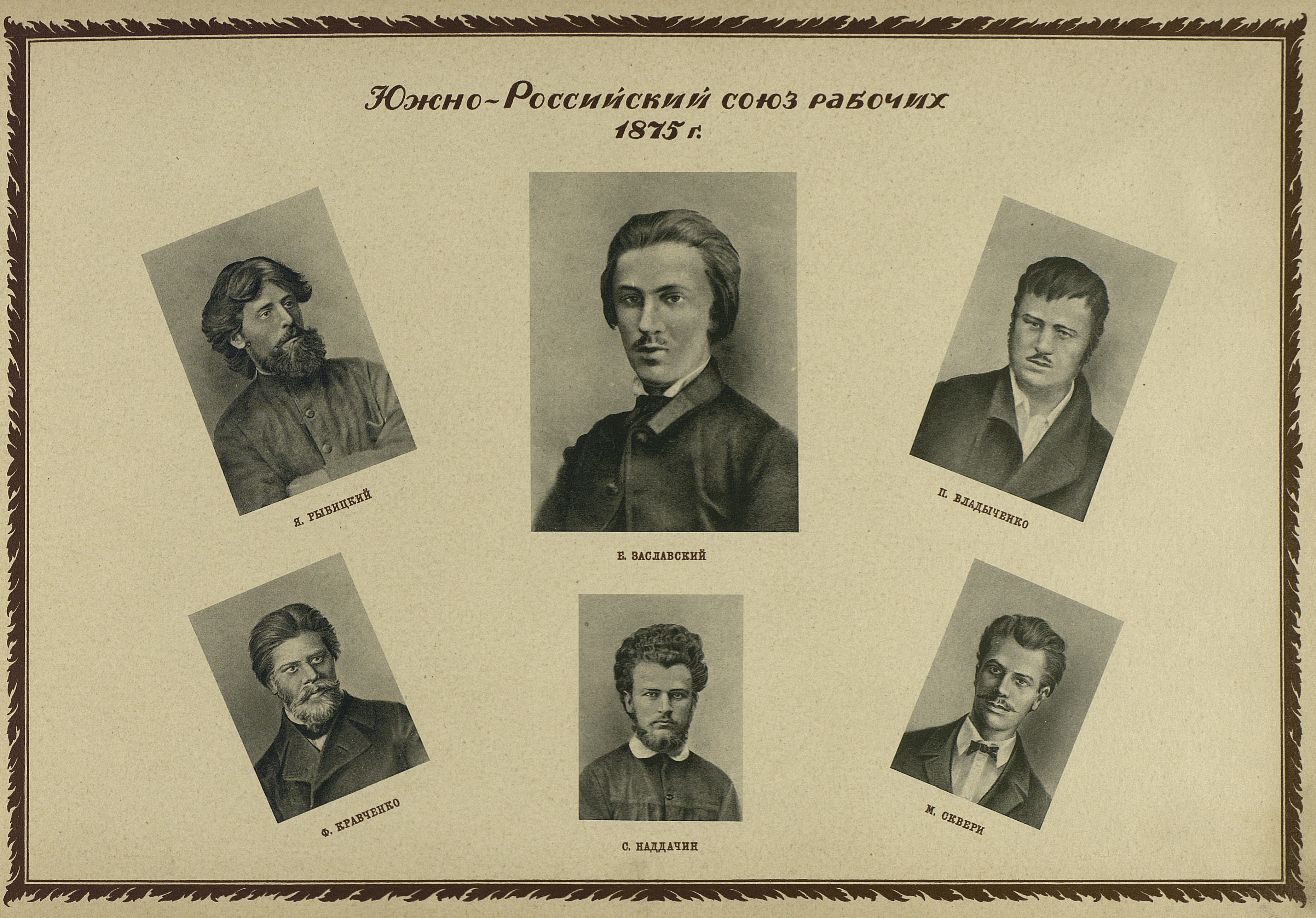
Лидеры Южнороссийского союза рабочих

После отмены крепостного права в России возникла ситуация, когда одновременно с развивающимся капиталистическим хозяйством в стране сохранялись феодально-общинные отношения в деревне. На переднем крае революционной борьбы находились народники, которые стоя на позициях утопического социализма и будучи сами из разночинцев и дворянских классов, считали, что Россия сможет прийти к коммунизму через крестьянскую общину, минуя состояние капитализма, для чего (для пропаганды своих идей) занимались «хождением в народ». Однако, по мере проникновения в Россию учения Маркса (с его теорией о «классовой борьбе», значении пролетариата как «могильщика буржуазии», диктатуры пролетариата, как единственной форме перехода к коммунизму) и развития капиталистических отношений, некоторые народники, увлёкшись марксизмом, стали идти не «в народ», а «к рабочим». Зарождение данного «союза» как раз и является продуктом перехода внимания народников от крестьянства на рабочий класс.

## История создания и существования
Одесса последней трети XIX века представляла собой крупный и динамично развивающийся торговый и промышленный город Российской империи. В него через порт проникала литература русской революционной эмиграции. До образования «Союза» в Одессе уже действовали народовольческий кружок «чайковцев» (руководитель Ф. В. Волховский), кружки В. А. Жебунёва и И. М. Ковальского, которые в 1872—74 вели народническую пропаганду в рабочих кружках самообразования. В начале 1875 года рабочие кружки заводов Беллино-Фендерих, Гулье-Бланшарда и другие основали под руководством Заславского ссудо-сберегательную кассу (позднее — «Братская касса одесских рабочих»), которая стала ядром «Союза».
В июле 1875 года на собрании членов кассы было окончательно оформлено образование «Союза», приняты название и устав, подготовленный Заславским под влиянием марксистского учения, а за образец устава «Союза» был взят устав 1-го Интернационала. В нём говорилось:

Сознавая, что установившийся порядок ныне не соответствует истинным требованиям справедливости относительно рабочих; что рабочие могут достигнуть признания своих прав только посредством насильственного переворота, который уничтожит всякие привилегии и преимущества и поставит труд основою личного и общественного благосостояния; что этот переворот может произойти только при полном сознании всеми рабочими своего безвыходного положения и при полном их объединении, — мы, рабочие Южно-Российского края, соединяемся в один союз под названием «Южно-Российского Союза Рабочих», постановляя себе целью: во-первых — пропаганду идеи освобождения рабочих из-под гнёта капитала и привилегированных классов, во-вторых — объединение рабочих Южно-Российского края, в-третьих — для будущей борьбы с установившимся экономическим и политическим порядком.— Устав Южно-Российского Союза Рабочих
Постановка вопроса о необходимости борьбы за политические свободы как неотъемлемой части общей борьбы за построение социализма была взята из марксизма и отличала устав «Союза» от других народнических программ, построенных на утопическом социализме и анархизме. Однако устав «Союза» не давал чёткого представления о классовой борьбе пролетариата и в целом всё ещё был больше народническим, чем марксистским.
В одесский «Союз» входили рабочие следующих одесских производств: заводов семейства Беллино-Фендерих и Гулье-Бланшарда; типографий; фирм, производящих золотые украшения; железнодорожных мастерских; многочисленных предприятий рабочего района Слободки-Романовки. «Южно-российский союз рабочих» насчитывал до 60 членов, вокруг которых группировались 150—200 сочувствующих рабочих. Наиболее активные — Ф. И. Кравченко, Н. Б. Наддачин, С. С. Наумов, М. П. Скверы, И. О. Рыбицкий, М. Я. Ляхович — вели пропаганду, пытались придать политический оттенок двум стачкам, произошедшим по экономических причинам за то время, пока «Союз» существовал, распространяли среди рабочих нелегальную литературу, печатавшуюся в своей типографии, привлекали в «Союз» новых членов. Члены «Союза» собирали деньги для славянских народов Балканского полуострова, ведущих борьбу за независимость, для восставших герцеговинцев, установили связи с эмиграцией, получали нелегальные издания из Лондона. Были установлены связи с рабочими Ростова и Кишинёва, где были открыты отделения.

## Ликвидация «Союза»
В конце 1875 — начале 1876 гг. «Южнороссийский союз рабочих» был разгромлен в результате предательства. 15 человек преданы суду Особого присутствия Правительствующего сената. 23—27 мая 1877 года в Одессе состоялся первый в Российской империи политический процесс по делу рабочих-революционеров. Трое лидеров «Союза» — Заславский, Рыбицкий и Кравченко — были приговорены к каторге, остальные — к разным срокам тюремного заключения и ссылке.
В дальнейшем некоторые члены Союза вошли в группы Башенцев.